# Щелаковський Олексій Варфоломійович
Олексій Варфоломійович Щелаковський (25 лютого 1899 року — 12 червня 1959 року) — радянський воєнний діяч, генерал-лейтенант (1945).

## Життєпис

Могила Олексія Щелаковського на Другому міському кладовищі Харкова

Народився у станиці Вешенській Донецького округу області Війська Донського в сім'ї безземельного селянина іногороднього кравця, який займався дрібною торгівлею.
У 1915 році закінчив двокласне училище, працював учнем телеграфіста, витримав іспит на лінійного наглядача і отримав призначення в станицю Багаевську наглядачем. З листопада 1917 року добровільно брав участь у збройному повстанні міста Ростова-на-Дону. У 1918 році білокозаками карального загону генерала Петра Попова був заарештований і направлений до Новочеркаської в'язниці, там був судимий за добровільну службу на користь Радянської влади, за «шпигунство на користь червоних» і засуджений до смертної кари. Згодом смертну кару замінили двадцятирічним утриманням у в'язниці. Але в грудні 1919 року був звільнений частинами Червоної армії.
У кінці 1919 року Щелаковський вступив до лав РСЧА, воював у першій Кінній армії, потім був направлений в Узбецьку бригаду, переведену Михайлом Фрунзе на Південний фронт. Брав участь у ліквідації сил Нестора Махна та Юрія Тютюнника. У 1920 році вступив до ВКП(б).
Після Громадянської війни Щелаковський продовжив службу в лавах РСЧА на політичній роботі і командних посадах у Робітничо-Селянській Червоній Армії, був секретарем партбюро 39-го полку 7-ї Самарської кавалерійської дивізії, якою в той час командував Георгій Жуков. На 1941 рік — начальник управління політичної пропаганди Харківського військового округу, член Військової Ради Харківського військового округу.
У роки німецько-радянської війни військовий комісар: 2-го кавалерійського корпусу (25.08.1941—26.11.1941); 1-го гвардійського кавалерійського корпусу (26.11.1941—09.10.1942), член Військової Ради 3-ї резервної армії Брянського фронту (09.10.1942—04.02.1943), член Військової Ради, член Військової Ради 69-ї армії (04.02.1943—28.06.1945).
Після війни, з 1947 року до 1959 року військовий комісар Харківської області.
Делегат XVIII з'їзду ВКП(б), XIX і XX з'їздів КПРС.
Помер у 1959 році, похований у Харкові на другому міському кладовищі.

## Військові звання
- бригадний комісар (24.10.1937)
- генерал-майор (06.12.1942)
- генерал-лейтенант (11.07.1945).

## Нагороди
СРСР
- два ордени Леніна (21.02.1945[1], 29.05.1945[2])
- чотири ордена Червоного Прапора (12.11.1941[3], 27.08.1943[4], 03.11.1944[1], 15.11.1950[1])
- орден Кутузова I ступеню (06.04.1945)[5]
- Орден Богдана Хмельницького I ступеня (23.08.1944)[6]
- орден Червоної Зірки (??.11.1936)[5]
- Медалі в т. ч:
- «XX років Робітничо-Селянської Червоної Армії» (1938)[5]
- «За оборону Москви» (04.09.1944)[7]
- «За Перемогу над Німеччиною у Великій Вітчизняній війні 1941—1945 рр .» (04.09.1944)
- «За взяття Берліна» (1945)
- «За звільнення Варшави» (1945)

Інших держав
- Кавалер лицарського ордена «Віртуті Мілітарі» (ПНР)
- Орден «Хрест Грюнвальда» II ступеня (ПНР)
- Медаль «За Варшаву 1939-1945» (ПНР)
- Медаль «За Одру, Нису і Балтику» (ПНР)
- Медаль «Перемоги і Свободи» (ПНР)

## Пам'ять
- За рішенням Вешенської сільської ради одна з вулиць станиці Вешенської була названа на честь генерала Щелаковського.
- В шкільному музеї станиці Вешенської організований стенд присвячений Щелаковському.
- Письменник Володимир Успенський у своїй документальній повісті «Глибокий рейд» яскраво висвітлив бойові дії кавалерійського корпусу Бєлова в тилу противника на Смоленщині, в книзі особливо відзначена роль комісара корпусу Щелаковського.